# Maggie Lawson
Margaret Cassidy "Maggie" Lawson (Louisville, 12 agosto 1980) è un'attrice statunitense, conosciuta principalmente per il ruolo di "Jules" O'Hara nella serie televisiva Psych.

## Biografia

### Primi anni
Nata e cresciuta a Louisville, Kentucky, dal direttore d'albergo Mike Lawson e dalla casalinga, Judy, entrambi di discendenze irlandesi; Maggie muove i primi passi nella recitazione a soli otto anni partecipando a numerose rappresentazioni teatrali cittadine. Della sua famiglia fanno parte anche due fratelli maggiori, Nick e Chris.
Dopo essersi diplomata all'Assumption High School, un collegio femminile cattolico; riprende gli studi teatrali presso l'Università di Louisville e per un certo periodo lavora come reporter per la stazione FOX locale.

### Carriera

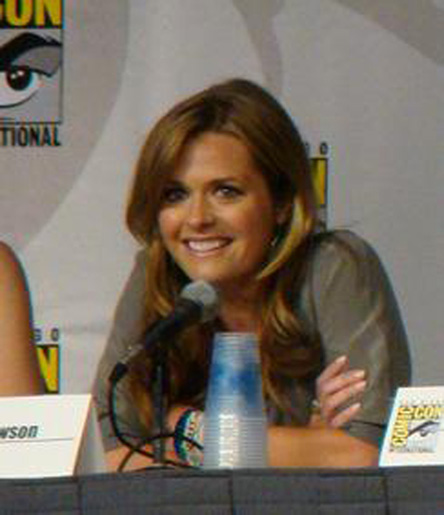
Maggie Lawson nel 2010.

Il debutto della Lawson sul grande schermo avviene nel 1996 quando, a soli sedici anni, fa un'apparizione in due episodi della sitcom E vissero infelici per sempre; successivamente compare in una serie di ruoli minori in varie serie televisive e come comparsa in Pleasantville finché, nel 2000, recita in un doppio ruolo da protagonista nel film TV della ABC Model Behavior - Una passerella per due, insieme a Justin Timberlake; mentre due anni dopo veste il ruolo della giovane investigatrice dilettante Nancy Drew in un altro film per la televisione.
Parallelamente a ciò è apparsa come guest star, in sitcom quali Family Rules, Inside Schwartz, It's All Relative e Crumbs nonché in serie televisive come Smallville, Tru Calling, Fear Itself e Justified. Nel 2006, viene scritturata per il ruolo della detective "Jules" O'Hara a partire dal secondo episodio della serie USA Network Psych, che la porta alla fama internazionale.
Nel 2011 ha fatto parte del cast dello spettacolo teatrale Greedy, svoltosi a Los Angeles.
Nel 2013 ottiene il ruolo di Terry Gannon Jr., protagonista della sitcom ABC Back in the Game che tuttavia viene cancellato il 1º novembre 2013, dopo una sola stagione.
Dal 2014 al 2015 prende parte all'ultima stagione della serie televisiva Due uomini e mezzo, interpretando il ruolo della signorina McMartin.

## Vita privata
Dall'estate 2006 fino a metà 2013 ha avuto una relazione con James Roday, conosciuto sul set di Psych.
Nell'agosto 2015 sposa Ben Koldyke, conosciuto sul set di Back in the Game. Si sono sposati l'8 agosto 2015 nel loro ranch nel New Mexico. Nel 2017 la coppia ha iniziato le pratiche per il divorzio.

## Filmografia

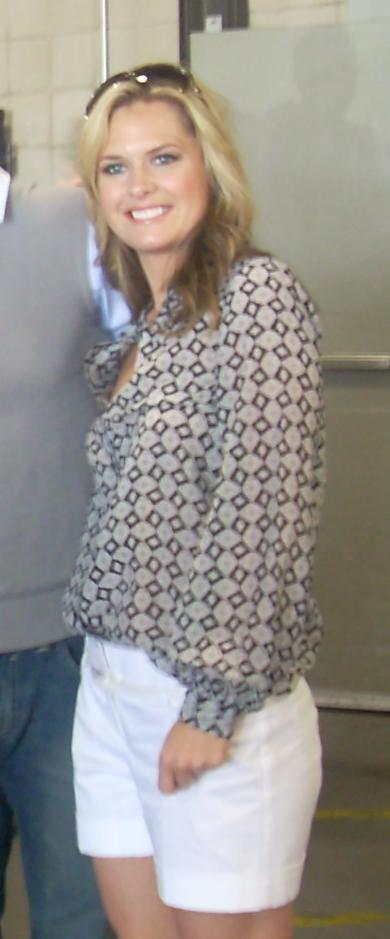
Maggie Lawson nel 2009 al San Diego Comic-Con International

### Cinema
- Pleasantville, regia di Gary Ross (1998)
- La maledizione di Sarah (I've Been Waiting for You), regia di Christopher Leitch (1998)
- Cheats, regia di Andrew Gurland (2002)
- Winter Break, regia di Marni Banack (2003)
- Cleaner, regia di Renny Harlin (2007)
- Still Waiting..., regia di Jeff Balis (2009)
- Gamer, regia di Mark Neveldine e Brian Taylor (2009)
- A Date With Diana, regia di Matthew Cole Weiss - corto (2010)

### Televisione
- E vissero infelici per sempre (Unhappily Ever After) - serie TV, 4 episodi (1996)
- La squadra del cuore (Hang Time) - serie TV, episodio 2x12 (1996)
- Una bionda per papà (Step by Step) - serie TV, episodio 6x12 (1996-1997)
- Crescere, che fatica! (Boy Meets World) - serie TV, episodio 5x07 (1997)
- Meego - serie TV, episodio 1x05 (1997)
- Cybill - serie TV, episodio 4x05 (1997)
- Quell'uragano di papà (Home Improvement) - serie TV, episodio 7x13 (1998)
- Cinque in famiglia (Party of Five) - serie TV, 7 episodi (1999)
- E.R. - Medici in prima linea (ER) - serie TV, episodio 5x21 (1999)
- Working - serie TV, episodio 2x11 (1999)
- Felicity - serie TV, episodio 1x14 (1999)
- Model Behavior - Una passerella per due (Model Behavior), regia di Mark Rosman - film TV (2000)
- Inside Schwartz - serie TV, 3 episodi (2001-2002)
- Nancy Drew, regia di James Frawley - film TV (2002)
- Heart of a Stranger, regia di Dick Lowry - film TV (2002)
- Smallville - serie TV, episodio 2x06 (2002)
- Quasi parenti (It's All Relative) - serie TV, 20 episodi (2003-2004)
- Un matrimonio quasi perfetto (Love Rules), regia di Steven Robman - film TV (2004)
- Scherzi d'amore (Revenge of a Middle-Aged Woman), regia di Sheldon Larry - film TV (2004)
- Tru Calling - serie TV, episodio 2x04 (2005)
- Crumbs - serie TV, 13 episodi (2006)
- Psych - serie TV, 115 episodi (2006-2014)
- Le regole dell'amore (Rules of Engagement) - serie TV, episodio 1x07 (2007)
- Fear Itself - serie TV, episodio 1x04 (2008)
- Il mistero dei capelli scomparsi (Killer Hair), regia di Jerry Ciccoritti - film TV (2009)
- Sfilata con delitto (Hostile Makeover), regia di Jerry Ciccoritti – film TV (2009)
- Justified – serie TV, episodio 3x05 (2012)
- Back in the Game – serie TV, 13 episodi (2013)
- Psych: il musical (Psych: The Musical), regia di Steve Franks – film TV (2013)
- Due uomini e mezzo (Two and a Half Men) - serie TV, 10 episodi (2014-2015)
- Angel from Hell - serie TV, 5 episodi (2016)
- Psych: The Movie, regia di Steve Franks (2017)
- Il mio matrimonio preferito (My Favourite Wedding), regia di Mel Damski – film TV (2017)
- Christmas Encore, regia di Bradley Walsh - film TV (2017)
- Santa Clarita Diet - serie TV, episodi 2x02-2x07 (2018)
- The Ranch - serie TV, 7 episodi (2018)
- Lethal Weapon - serie TV, 9 episodi (2018-2019)
- Into the Dark - serie TV, 1 episodio (2018)
- Natale a Evergreen - Un pizzico di magia (Christmas in Evergreen: Tidings of Joy), regia di Sean McNamara – film TV (2019)
- La nostra storia (The Story of Us), regia di Scott Smith - film TV (2019)
- Outmatched - serie TV, 10 episodi (2020)
- Psych 2: Lassie Come Home - regia di Steve Franks (2020)
- Psych 3: This Is Gus - regia di Steve Franks (2021)
- Natale a Hudson Springs (A Lot Like Christmas)- regia di Stacey N. Harding – film TV (2021)

## Doppiatrici italiane
Nelle version in italiano dei suoi lavori, Maggie Lawson è stata doppiata da:
- Chiara Colizzi in Cleaner, Il mistero dei capelli scomparsi, Sfilata con delitto
- Ilaria Latini in Back in the Game, Un diavolo di angelo, Christmas Encore
- Emanuela Damasio in Due uomini e mezzo, La nostra storia
- Gilberta Crispino in Smallville
- Barbara De Bortoli in Psych
- Anna Cugini in Fear Itself
- Valentina Mari in Natale a Evergreen - Un pizzico di magia
- Ilaria Stagni in Un matrimonio quasi perfetto
- Perla Liberatori in Santa Clarita Diet
- Domitilla D'Amico in Quasi parenti
- Francesca Manicone in Lethal Weapon